# Plaques jaunes
Als Plaques jaunes (französisch für „gelbe Flecken“) werden in der Neuropathologie gelblich-braune, umschriebene Läsionen der Windungskuppen des Gehirns als Endstadium einer Contusio cerebri (schwere Gehirnerschütterung) bezeichnet. Sie resultieren aus Rindenprellungsherden, die zu hämorrhagischen Nekrosen, also Einblutungen mit Gewebsuntergang, führen und im Gegensatz zu ischämischen Läsionen auf der Höhe der Hirnwindungen lokalisiert sind.